# Альмавива
Альмавива — испанский широкий мужской плащ без рукавов, закрывающий почти всё туловище, популярный в 30-е годы XIX века. Название дано по имени героя комедии «Севильский цирюльник».
Его длина зависела от моды. Если в 1830 году он был очень длинным, почти до пят, то в 1840-х годах едва достигал колен, а ко второй половине XIX века был одной из многих мужских накидок. К 70-м годам XIX века окончательно вышел из моды.